# Лаатре
Ла́атре (ест. Laatre alevik) — селище в Естонії, у волості Валґа повіту Валґамаа.

## Населення
Чисельність населення на 31 грудня 2011 року становила 189 осіб.

## Історія
До 22 жовтня 2017 року селище входило до складу волості Тиллісте й було її адміністративним центром.

## Пам'ятки
- Лютеранська кірха святого Лаврентія (Laatre Laurentsiuse kirik), пам'ятка архітектури[2]
- Православна церква Святого Духа (Laatre Pühavaimu kirik)

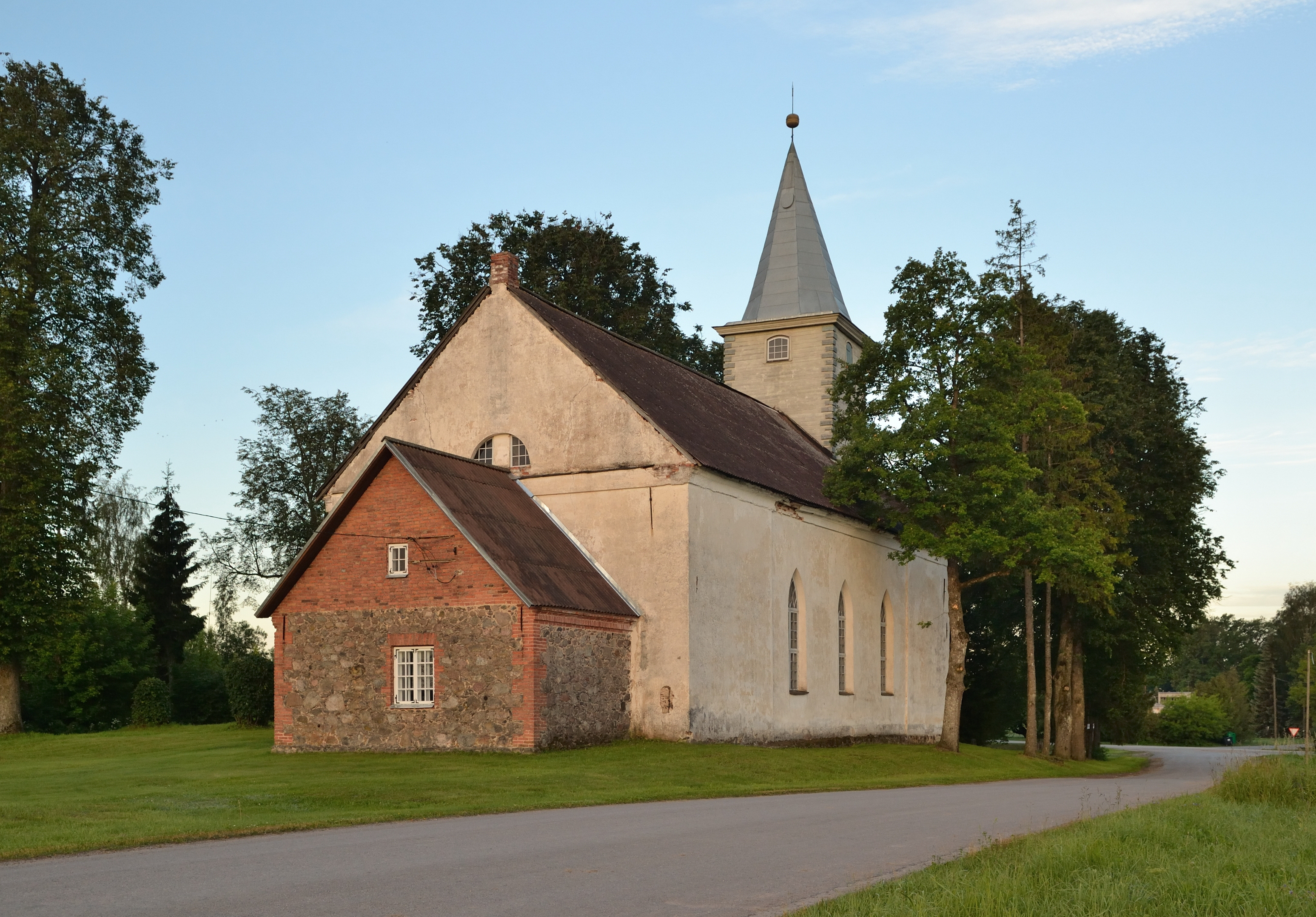
Кірха святого Лаврентія